# David Pipe
David Ronald Pipe, né le 5 novembre 1983 à Caerphilly (pays de Galles), est un ancien footballeur international gallois, qui évoluait au poste de milieu de terrain..

## Biographie
Après une carrière dans le championnat anglais, David Pipe est incarcéré en juin 2010 pour avoir fracturé le crâne d'un homme à l'aide d'une bouteille à l'extérieur d'une boîte de nuit en septembre 2009.
Libéré quelques mois plus tard, il reprend l'entraînement alors qu'il a 27 ans et, en septembre 2011, il s'engage verbalement avec Newport County, club tout juste promu en Conference National, et ne signe un contrat formel qu'au mois de novembre suivant.

### Sélection internationale
David Pipe compte une sélection internationale, jouée en 2003.